# Alabama National Guard
La  Alabama National Guard è una componente della Riserva militare inquadrata sotto la U.S. National Guard. Il suo quartier generale è situato presso la città di Montgomery.

## Organizzazione
Attualmente, al 2024, sono attivi i seguenti reparti:

### Componente Terrestre
- Alabama Army National Guard
  -  167th Theater Sustainment Command
  -  111th Explosive Ordnance Disposal Group
  -  122nd Aviation Troop Command
  -  62nd Troop Command
  -  31st Chemical Brigade
  -  20th Special Forces Group
  -  135th Expeditionary Sustainment Command
  -  226th Maneuver Enhancement Brigade
  -  142nd Military Police Brigade

### Componente Aerea
- Alabama Air National Guard
  -  117th Air Refueling Wing
  -  187th Fighter Wing
  -  226th Combat Communications Group